# NGC 2446
NGC 2446 este o galaxie spirală situată în constelația Linxul. A fost descoperită în 10 februarie 1831 de către John Herschel. Se află la o distanță de 82,79 de megaparseci de Pământ.